# يوجين روشال
يوجين روشال (بالروسية: Евгений Лазаревич Рошал) هو مهندس برمجيات روسي الجنسية، اشتهر لتطويره لعدد من البَرمجيات مِنها:
- صيغة ملفات رار (1993).
- برنامج وينرار لأرشفة الملفات (1995)
- فار مانجر (1996).

تُعود ملكية خوارزمية ضغط رار إلى أخيه الأكبر ألكسندر، حيثُ قالَ يوجين أنهُ لا يملك الوقت لتطوير البرمجيات والانشغال بحقوق التأليف والنشر في نَفس الوَقت.